# Grímur Kamban
Grímur Kamban (en nòrdic antic Grímr Kamban) va ser, segons la tradició, el primer home que va posar els peus a les illes Fèroe.
L'origen d'aquest personatge és controvertit i envoltat de llegenda. La Saga dels feroesos explica que Grímur era un jove viking norueg que fugia de la tiranía del rei Harald I. Segons aquesta font s'hauria instal·lat en el que ara és Funningur a l'illa d'Eysturoy. Tanmateix, no coincideixen les dades històriques amb el que diu aquest text, ja que el regnat del rei Harald va ser a finals del segle ix, mentre que els primers assentaments de les illes documentats són força anteriors: es remunten al 825 dC. Per un altre costat, també s'ha relacionat el nom Kamban amb un origen cèltic, cosa que el convertiria molt probablement en un escandinau del Regne d Dublín, Man o els territoris vikings de les Illes del Nord. Encara una altra teoria sosté que hauria pogut ser un dels primers noruecs convertits al cristianisme sota la influència dels monjos irlandesos de la zona.
La saga de Njál cita a Gudmundur Eyjólfsson, un influent bóndi d'Islàndia del segle x, com un descendent de Grímur.
Grímur Kamban va tenir un fill, Þorsteinn Grímsson (n. 786) que va romadre a les Fèroe com a colon.